# Igor Santos Salazar
Igor Santos Salazar (Baracaldo, Vizcaya, 27 de junio de 1978) es un historiador, medievalista y profesor universitario español.
Es profesor de historia medieval en la Universidad de Trento (Italia).También fue presentador del programa de televisión italiano Potere e bellezza (Rai Storia).

## Biografía
Nacido en Baracaldo, asistió al colegio Asti Leku Ikastola de Portugalete. Estudió la licenciatura en Historia en la Universidad de Deusto, con especialidad en historia antigua y medieval. Posteriormente se doctoró en historia en la Universidad de Salamanca y la Universidad de Bolonia, con una tesis sobre los poderes y las comunidades locales en la Emilia Oriental (Italia) y en el norte cantábrico (España) en la Edad Media.
Como historiador e investigador medievalista, ha realizado trabajos de posdoctorado y estancias de investigación en distintas universidades, como en la Universidad de Oxford con una beca posdoctoral del Gobierno Vasco como «basque visiting fellow» (tutorizado por Chris Wickham) (2009-2010), en la Universidad de Trento (2013-2017), en la Universidad del País Vasco como investigador posdoctoral Marie Skłodowska-Curie (MSCA) (2017-2019), en la Universidad de Santiago de Compostela (2019-2020), en la Università Ca' Foscari de Venecia (2019-2020) o en la Universidad de Padua (2020-2022). También ha sido investigador visitante en la Universidad de Birmingham (2005) y en la Universidad Bocconi (2019). Desde el año 2022 es profesor de historia medieval en la Universidad de Trento (Italia).
En el año 2015 fue presentador colaborador del programa de televisión italiano Potere e bellezza, del canal de televisión italiano Rai Storia, una serie de documentales históricos sobre la Italia medieval.
Además de la investigación y docencia, Santos también participa en la divulgación histórica, como colaborador con el diario El Correo. Del mismo modo en el año 2021 publicó el conjunto de narraciones en italiano recogidas con el título L'esposizione del tempo.
Santos también es aficionado al fútbol y al Athletic Club de Bilbao. En 2017 escribió el prólogo del libro Athletic club di Bilbao. L'utopia continua de Simone Bertelegni, en el que el historiador del arte y museógrafo Miguel Zugaza escribió la conclusión.

## Publicaciones

### Libros
- I Gonzaga. Potenza e splendore di una casata, Diarkos, Reggio Emilia (Italia), 2022.[18]
- Balmaseda medieval: una villa en la frontera, Sans Soleil, Vitoria, 2021.[19]
- Governare la Lombardia carolingia (774-924), Viella Libreria Editrice, Roma (Italia), 2021.
- Una terra contesa. Spazi, poteri e società nell'Emilia orientale dei secoli VI-X, Le Lettere, Florencia (Italia), 2011.
- La medievistica francese e spagnola: un bilancio degli ultimi trent'anni, Clueb, Italia, 2005.

### Artículos (selección)
- "Fiscal Resources, the Regnum Italiae and an Empire in Crisis (1080-1130)", Journal of European Economic History, 2021.
- "Beni fiscali e frattura politica: Persiceta e l’abbazia di Nonantola tra Bizantini e Carolingi", Societá e storia, 2019.
- "Risorse di pubblico uso e beni comuni nell’Italia settentrionale: Lombardia, 569-1100", Studia historica. Historia medieval, 2019.
- "Ufficiali minori e società locali nell’Emilia orientale da Ludovico il Pio a Berengario", Archivio storico italiano, 2018.

### Ediciones
- Fuentes documentales medievales del País Vasco. Archivo general de Simancas. Registro general del sello. Vizcaya (1488), Sociedad de Estudios Vascos, San Sebastián, 2017.

### Poesía
- Taccuino del passato presente, Nulla Die Edizioni, Piazza Armerina (Italia), 2020.

### Novela
- L'esposizione del tempo, Nulla Die Edizioni, Piazza Armerina (Italia), 2021.[13]

### Divulgación
- "La herencia medieval de las villas vascas", El Correo, 2023.[12]
- "Bilbao también tuvo su alcázar", El Correo, 2023.[20]
- "Los terribles días del rey Alfonso X en Vitoria (1276): Los libros curan", El Correo, 2022.[21]
- "Don Tello de Castilla: poder e intrigas del conde de Bizkaia", El Correo, 2022.[22]

## Filmografía

### Televisión
- 2015, Potere e bellezza, Rai Storia.[8]